# Шерстестебельник
Шерстестебельник (также эриокаулон, лат. Eriocaulon, от др.-греч. ἔριον — шерсть и καυλός — стебель) — род травянистых растений семейства Шерстестебельниковые (Eriocaulaceae).

## Таксономия
Eriocaulon L., Sp. Pl.: 87 (1753)

### Синонимы
- Busseuillia R.Lesson (1837)
- Cespa Hill (1769)
- Chaetodiscus Steud. (1855)
- Dichrolepis Welw. (1859)
- Electrosperma F.Muell. (1855)
- Lasiolepis Boeckeler (1873)
- Leucocephala Roxb. (1832)
- Nasmythia Huds. (1778)
- Randalia P.Beauv. ex Desv. (1828)
- Sphaerochloa P.Beauv. ex Desv. (1828)
- Symphachne P.Beauv. ex Desv. (1828)

### Виды
Род включает около 400 видов, некоторые из них:
- Eriocaulon atrum Nakai — Шерстестебельник тёмный
- Eriocaulon chinorossicum Kom. — Шерстестебельник китайско-русский
- Eriocaulon cinereum R.Br.
- Eriocaulon compressum Lam. — Шерстестебельник сплюснутый
- Eriocaulon decangulare L. typus[1]
- Eriocaulon decemflorum Maxim. — Шерстестебельник десятицветковый
- Eriocaulon desulavii Tzvelev — Шерстестебельник Десулави
- Eriocaulon komarovii Tzvelev — Шерстестебельник Комарова
- Eriocaulon parvum Körn. — Шерстестебельник мелкий
- Eriocaulon sachalinense Miyabe & Nakai — Шерстестебельник сахалинский
- Eriocaulon schischkinii Tzvelev — Шерстестебельник Шишкина
- Eriocaulon ussuriense Körn. ex Regel — Шерстестебельник уссурийский